# Proasellus lescherae
Proasellus lescherae är en kräftdjursart som beskrevs av Henry och Guy Magniez1978. Proasellus lescherae ingår i släktet Proasellus och familjen sötvattensgråsuggor. Inga underarter finns listade i Catalogue of Life.